# Union Station, Los Angeles

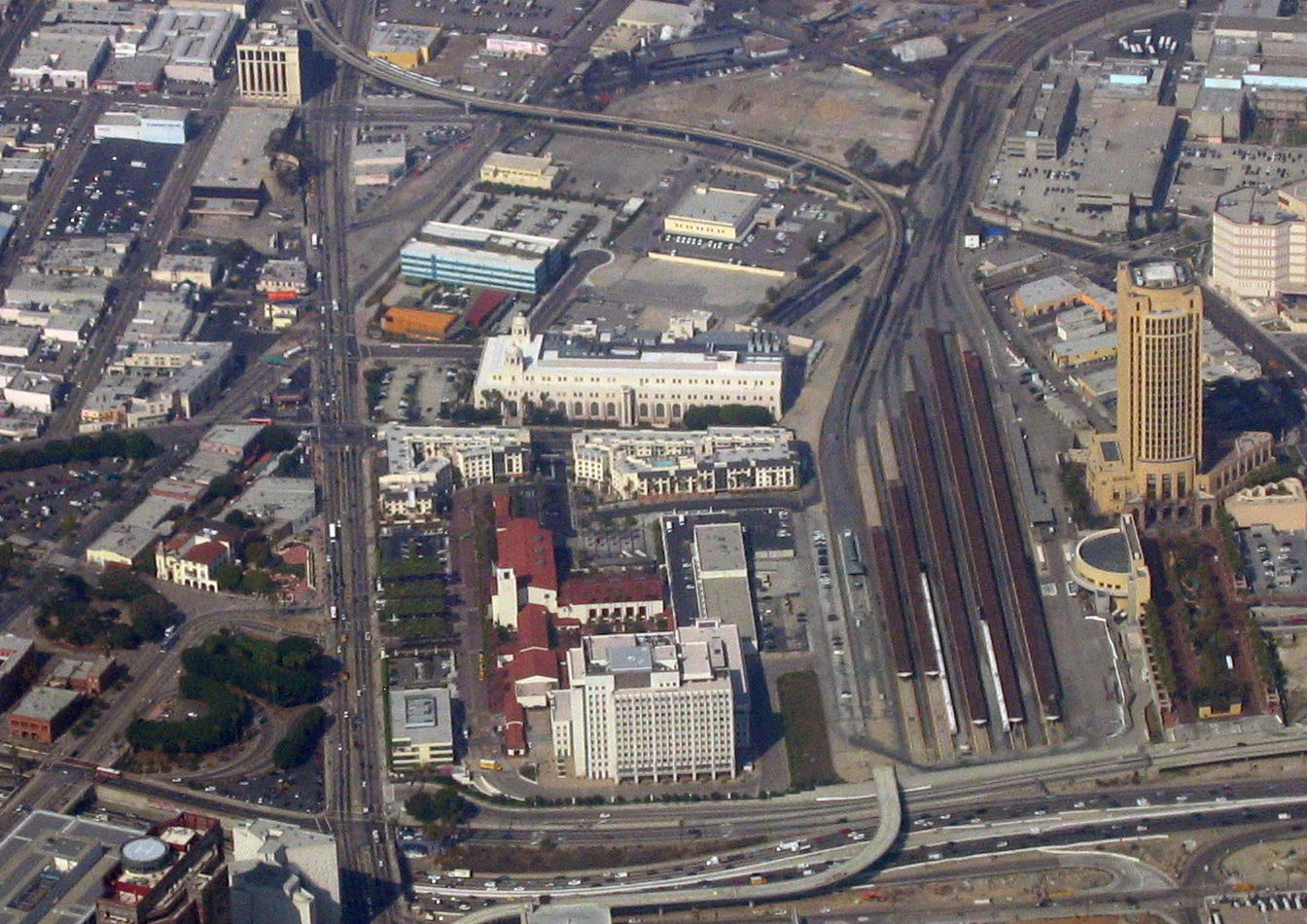
Flygbild över Los Angeles Union Station (under rött tak), 2007.

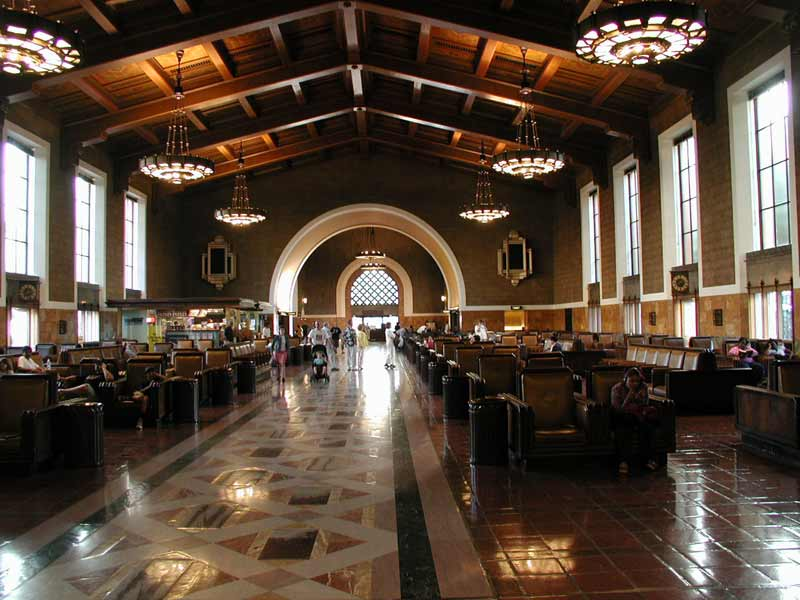
Vänthallen, 2004.

Los Angeles Union Station, eller LAUS, är centralstationen i Los Angeles, Kalifornien som är belägen i stadsdelen Downtown. Det är den största järnvägsstationen för passagerartrafik i västra USA och en viktig knutpunkt för södra Kalifornien. 
Stationen öppnade i maj 1939 och hette då Los Angeles Union Passenger Terminal.
Dagligen passerar cirka 60 000 resenärer. Både Amtraks fjärrtåg och sex linjer med pendeltåg/regionala tåg från Metrolink, och countyts tunnelbane- och snabbspårvägssystem trafikerar området.
Los Angeles Union Station blev känd som den sista stora järnvägsstationen ("Last of the Great Railway Stations") som byggdes i USA. 1980 valdes LAUS in i National Register of Historic Places.